# Arvid Andersson
Arvid Andersson (9 juillet 1881 - 7 août 1956) est un tireur à la corde suédois. Il a participé aux Jeux olympiques de 1912 avec l'équipe de la police de Stockholm de tir à la corde, qui remporta la médaille d'or.